# Hexatoma perennis
Hexatoma perennis är en tvåvingeart. Hexatoma perennis ingår i släktet Hexatoma och familjen småharkrankar.

## Underarter
Arten delas in i följande underarter:
- H. p. perennis
- H. p. polillensis
- H. p. subcostata